# Pohled na Delft

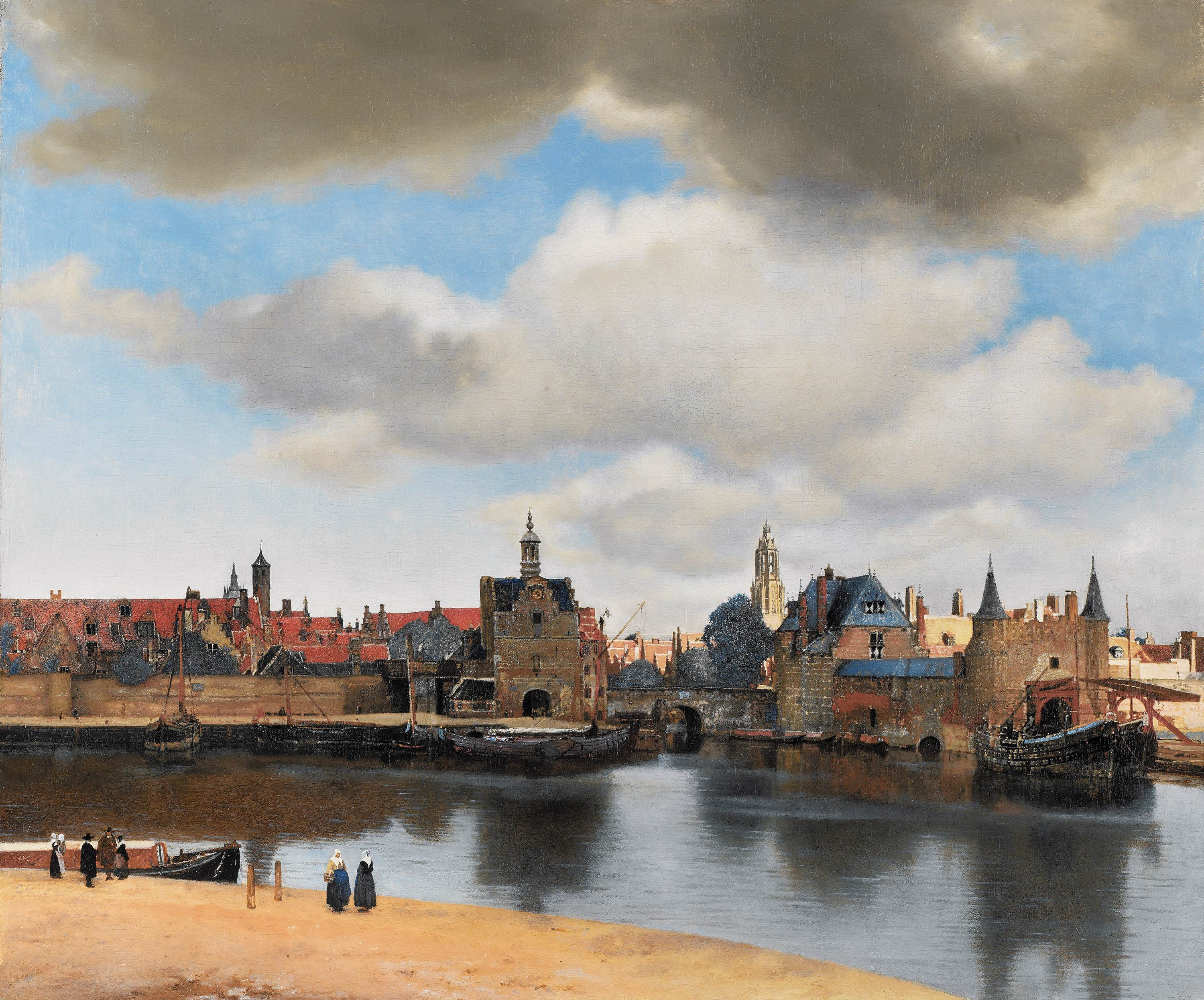
Jan Vermeer, Pohled na Delft, cca 1658-1661

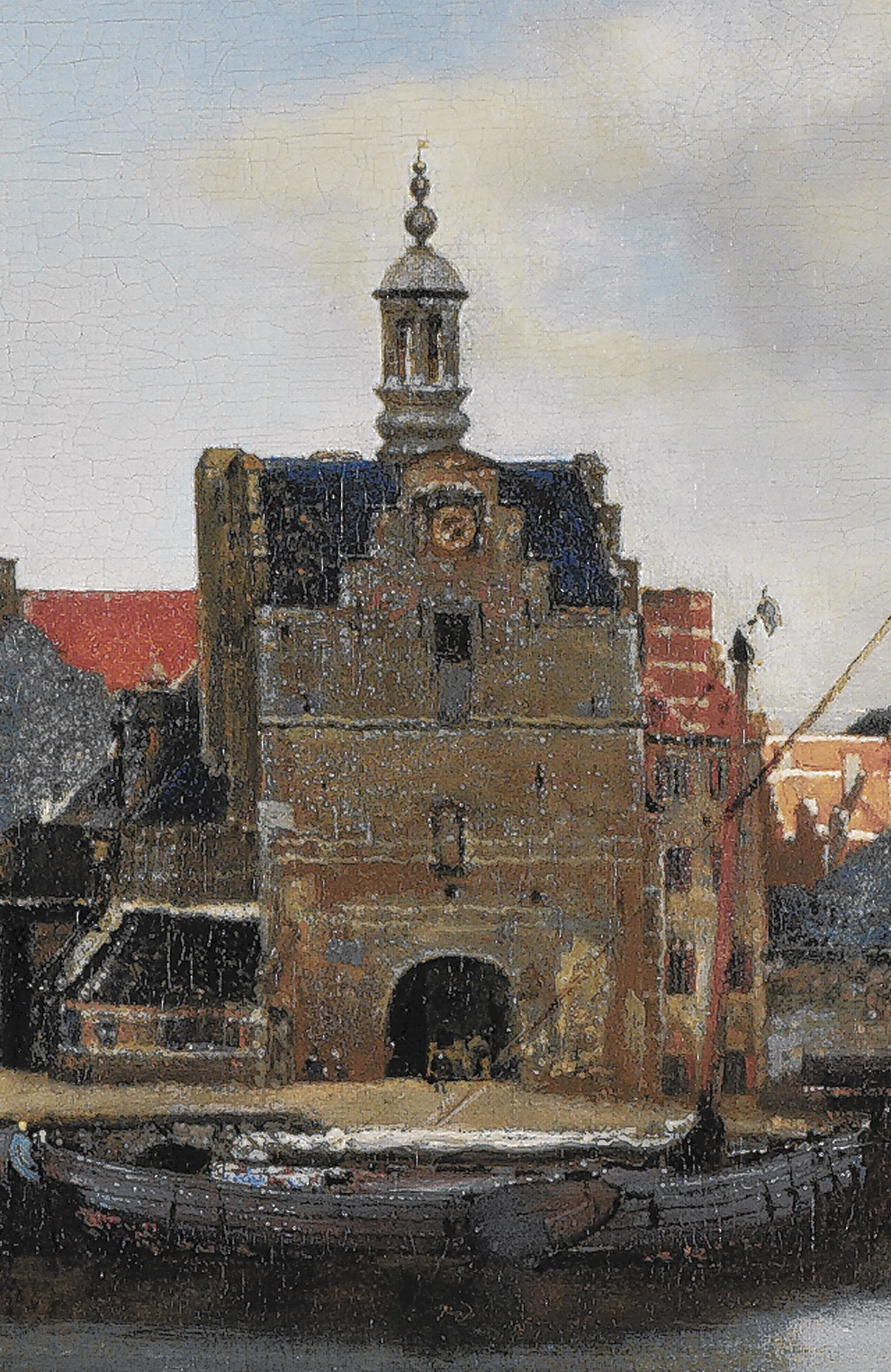
Brána Schiedam (fragment obrazu)

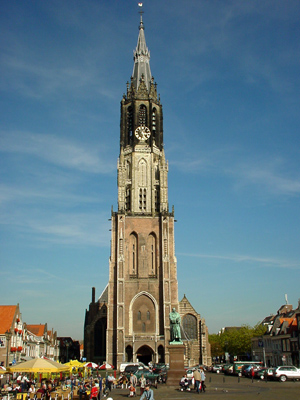
Nieuwe Kerk v Delftu v současnosti

Pohled na Delft (nizozemsky Gezicht op Delft) je obraz (olej na plátně) nizozemského barokního malíře Jana Vermeera, datovaný do let 1658-1661 a zobrazující jeho rodné město Delft. Plátno je signováno, podpis se nachází na levé straně, na vyobrazené lodi.

## Historie
Od svého vzniku změnil obraz vícekrát majitele. Mezi prvními známými se uvádí holandský malíř Pieter Claesz, roku 1674 jej zdědila Magdalena van Ruijven (†1682), před rokem 1695 obraz získal holandský typograf Jacob Dissius, s jehož sbírkou je dále prodán na aukci 16. května roku 1696 za pouhých 200 guldenů. 2. května roku 1822 obraz na aukci v Amsterodamu koupil Jeronimo de Vries při prodeji sbírky Anny Johanny Teding van Berckhout-Kops a téhož roku jej získala za 2 900 guldenů královská obrazárna Mauritshuis v Haagu.
Z prodeje obrazu v roce 1822 se zachoval jeho popis: "Způsob malby je smělý, silný a mistrovský, jak jen si je možno představit; vše je překrásně prosvětleno slunečním jasem, soulad vzduchu a vody, povrchy zdí a perspektiva tvoří znamenitý celek; je to obraz svého druhu absolutně jedinečný."
Na obraz obrátil pozornost francouzský historik umění a sběratel Étienn Thoré-Bürger na své první cestě do Holandska v roce 1842. Později rozpoznal také další Vermeerova díla a přispěl tak k objevu Vermeera pro širší veřejnost a k popularizaci jeho tvorby. V současnosti je obraz součástí stálé kolekce obrazárny Mauritshuis, jež spadá pod Národní muzeum v Haagu.

## Popis
Pohled na Delft je jedním z pouhých dvou Vermeerových obrazů, na nichž je vyobrazen námět z jeho rodného města. Všeobecně se má za to, že Vermeer vytvořil tento pohled jako druhý, že nejprve namaloval svůj poněkud méně známý obraz Ulička v Delftu. Svými rozměry (výška 96,5 cm, šířka 115,7 cm) je to také jedno z největších malířových pláten.
Vzhledem k zachycení světla bývá obraz srovnáván s díly impresionistických malířů. Vermeer v něm navazuje na tradici realistických vedut, malovaných v Holandsku koncem 17. a v 18. století. Badatelé připouštějí, že při jeho malování Vermeer použil zařízení zvaného camera obscura. Na obraze dominují odstíny hnědi a okru s akcenty červeně a žluti.

## Identifikace místa
Obraz sestává ze čtyř rovin: písčitého břehu, vody, městských budov a nejširšího pásu oblohy. Je na něm vyobrazena část Vermeerova rodného města Delft a nábřeží řeky Schie – Schiekade. Znázorňuje město z jihovýchodu a byl namalován z patra nějakého domu na druhém břehu řeky poblíž přístavu Kolk. Zachycuje časné ráno – slunce je na východ, hodiny na Schiedamské bráně ukazují 7 hodin.
Na obraze je vidět celkem patnáct osob. Na písčitém břehu stojí dvě hovorem zaujaté ženy. Poblíž je několik osob (matka s dítětem, dva muži a žena), snad se chystajících k vyplutí lodi. Na řece jsou lodi a bárky. Ve městě je vidět domy, brány, věže. Budovy, jež jsou blíž divákovi, jsou pohrouženy ve stínu, zatímco vzadu jsou osvětleny sluncem, prodírajícím se těžkými mraky. Obzvláště jasná je věž kostela Nieuwe Kerk; tento kostel, postavený ve stylu brabantské gotiky, stojí v Delft dodnes.
Zleva první budovou s dlouhou střechou je pravděpodobně pivovar De Papegaey. První věžička zleva je věž kostela Oude Kerk. Další budova, mimořádně vysoká, s tmavou střechou a věžičkou, je brána Schiedam. Za ní je vidět protáhlá střecha Armamentaria – skladu zbraní. Dále je jasně osvětlená věž kostela Nieuwe Kerk, před níž stojí Rotterdamská brána, sestávající z budovy s modrou střechou a vedle stojící budovy se dvěma věžemi. Do dnešní doby se nedochovala ani jedna ze staveb tak, jak je Vermeer vyobrazil. Oba kostely byly přestavěny, přičemž věž kostela Nieuwe Kerk doznala po požáru v roce 1872 značnou proměnu.

## Odraz v literatuře
Francouzský spisovatel Marcel Proust napsal o obraze, který uviděl v haagském Mauritshuisu 18. října roku 1902, svému příteli J.-L. Vaudoyerovi: «Od té doby, co jsem uviděl v Haagu „Pohled na Delft“, jsem pochopil, že jsem viděl nejkrásnější obraz na světě» (dopis z 2. května roku 1921). V «Hledání ztraceného času», v románě «Uvězněná» jeho hrdina Bergotte umírá na výstavě před obrazem, uchvácen kusem žluté stěny na obraze.